# Diecezja Mafinga
Diecezja Mafinga (łac. Diœcesis Mafigensis) – diecezja rzymskokatolicka w Tanzanii stanowiąca sufraganię Metropolii Mbeya.  

## Historia
Diecezja została utworzona 22 grudnia 2023 z części terytorium diecezji Iringa. 

## Główne świątynie
- Katedra: Kościół Wniebowzięcia Najświętszej Maryi Panny w Mafindze

## Biskupi diecezjalni
- Vincent Cosmas Mwagala (od 2024)